# Atari XL

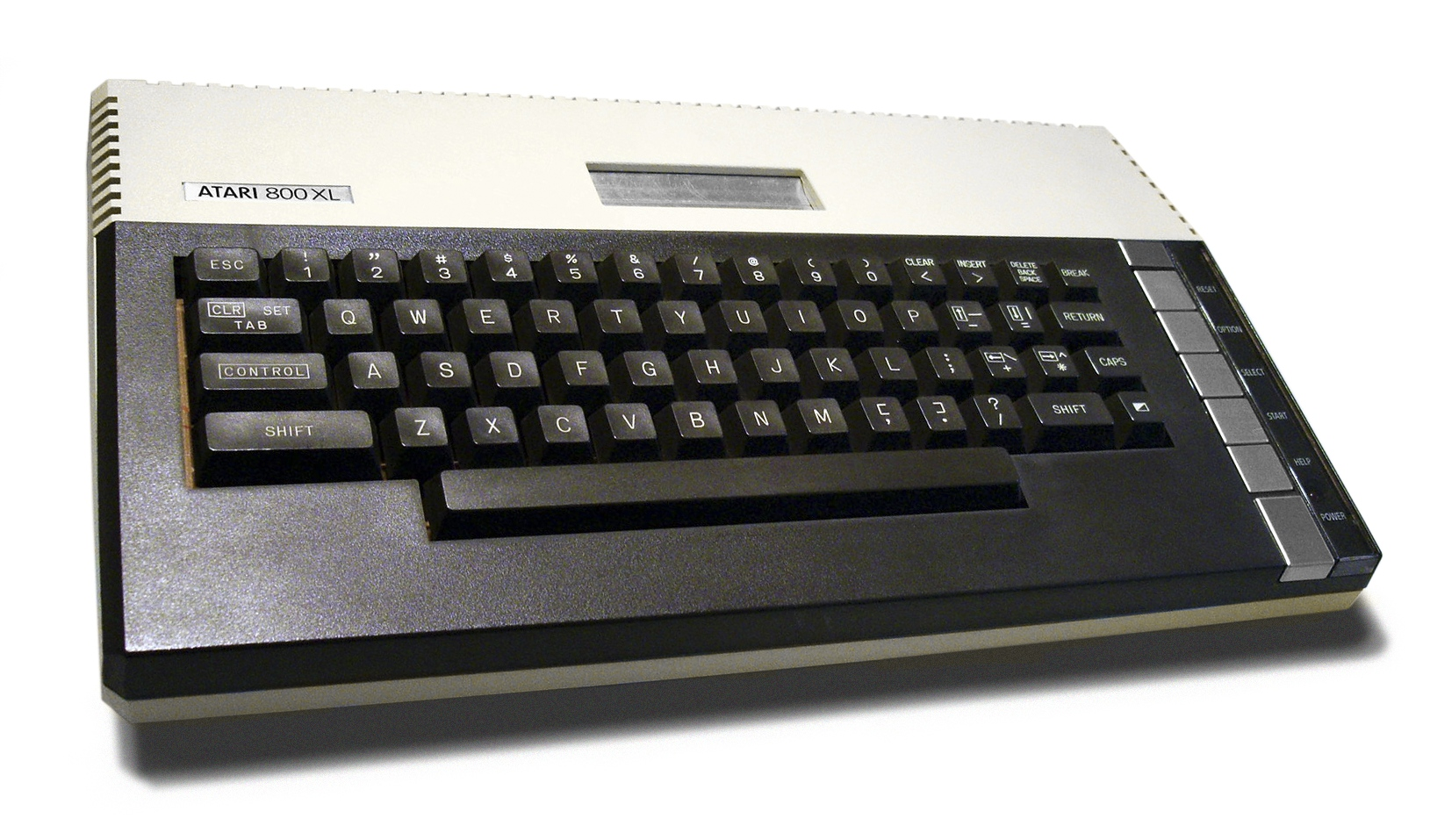
Atari 800XL

Atari XL är en serie 8-bitars datorer tillverkade av Atari. Dessa datorer använder processortypen 6502 från MOS Technology, i serien ingår bland andra 600XL, 800XL och 1200XL.

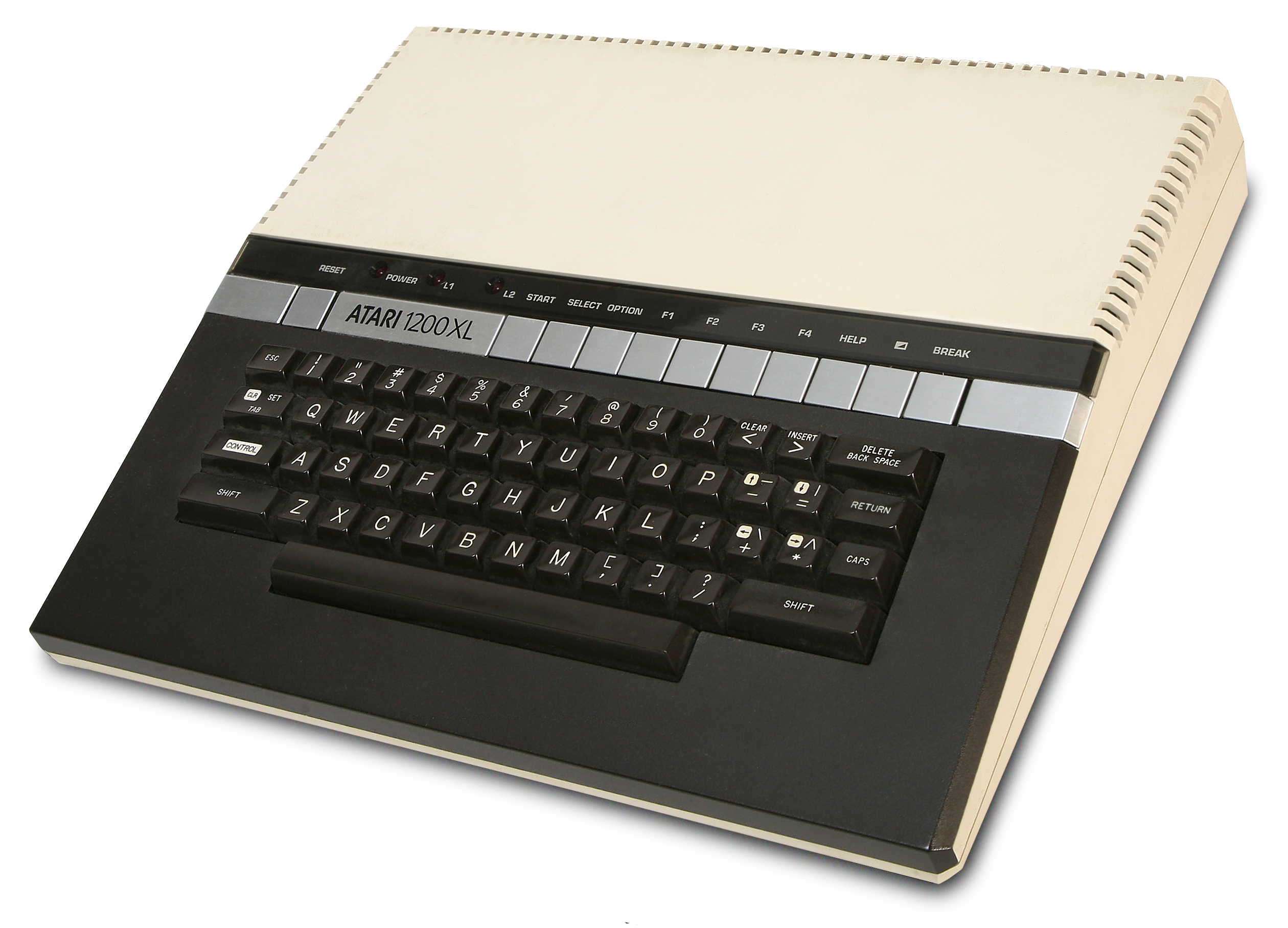
Atari 1200XL

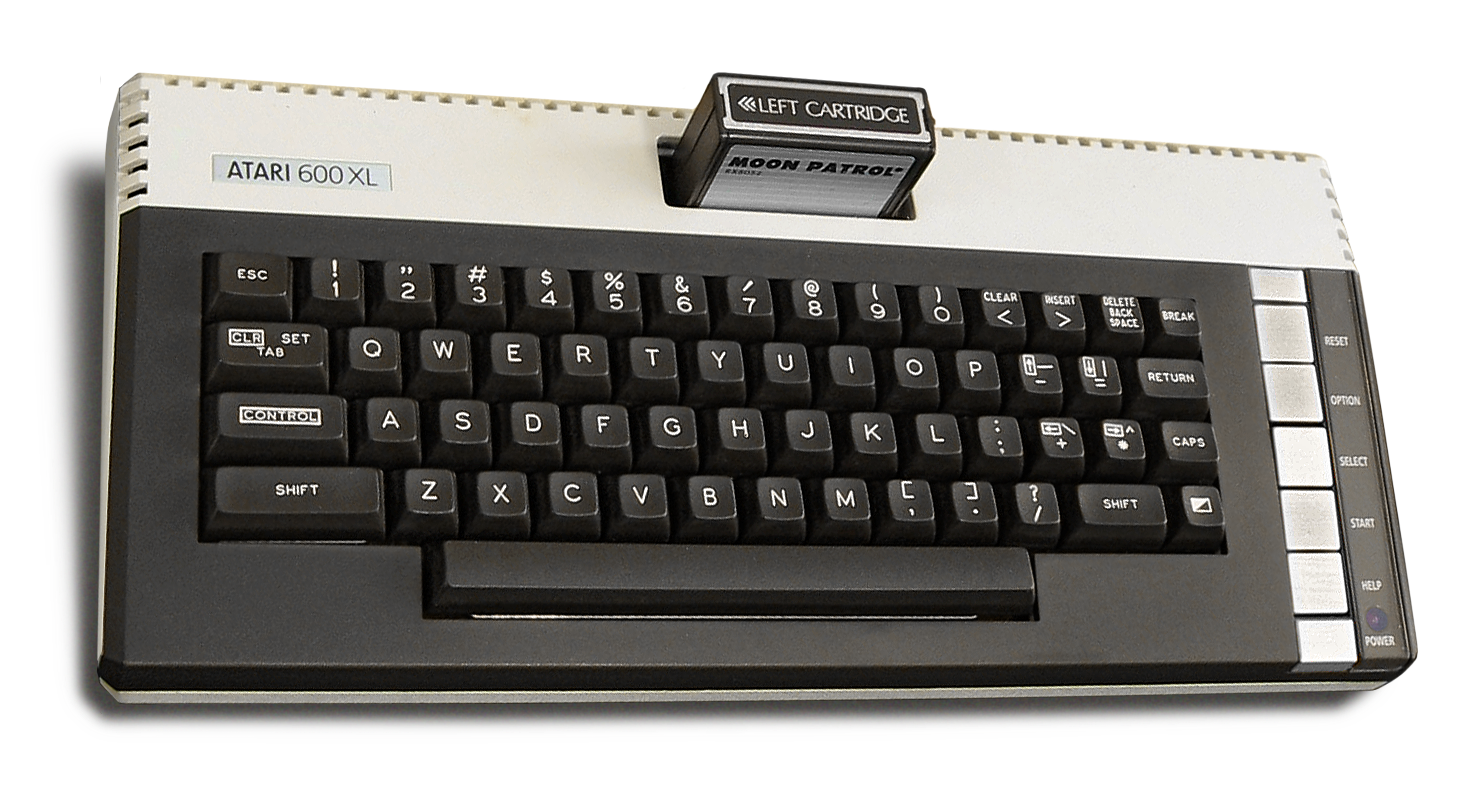
Atari 600XL

Atari 1200XL kom år 1982 och bygger på de tidigare modellerna Atari 400 och Atari 800 men är försett med 64KiB RAM-minne, ett nytt operativsystem och endast två joysticksportar. De bägge sistnämnda förändringarna orsakar dessvärre en del inkompatibilitetsproblem med tidigare mjukvara. År 1983 släpptes Atari 600XL och strax därefter Atari 800XL, försedda med 16 resp. 64 KiB RAM-minne. Atari hade även planer på att släppa en dator kallad Atari 1400XL som till stora delar bygger på Atari 1200XL men som även innehöll ett modem och ett förbättrat grafikchips kallad FREDDIE. Atari 1400XL släpptes aldrig men grafikchipset FREDDIE finns i ett flertal andra 8-bitarsdatorer från Atari.